# Love Touch
"Love Touch" é uma canção escrita por Holly Knight e Mike Chapman, e foi gravada por Rod Stewart em 1986.

## Histórico
A canção foi apresentada na comédia romântica Legal Eagles, estrelada por Robert Redford, onde foi executada sobre os créditos finais. Também apareceu no álbum de Stewart, Every Beat of My Heart.
Seu tema gira em torno do apelo de alguém que tem tido atritos com seu amor, mas que tenta se desculpar pedindo por mais uma chance de "ser bom".
Embora tenha sido umas das músicas de maior sucesso de sua carreira, Stewart raramente a incluiu em performances ao vivo. O próprio cantor considera a letra da canção ruim, tendo uma vez classificado-a como "uma das mais idiotas músicas que já gravei", no encarte de The Story So Far: The Very Best of Rod Stewart.

## Paradas musicais
Lançado como single em 1986, chegou ao número seis na Billboard Hot 100.
| Parada musical (1986)          | Melhor posição |
| ------------------------------ | -------------- |
| Germany Singles Chart          | 14             |
| UK Singles Chart               | 27             |
| U.S. Billboard Hot 100         | 6              |
| U.S. Billboard Mainstream Rock | 26             |